# The Blues (films)
Pour les articles homonymes, voir Blues (homonymie).
Martin Scorsese Presents... The Blues est une série de documentaires musicaux produits par Martin Scorsese créés à l'occasion du 100e anniversaire du blues.
L'année 2003 a été déclarée « année du blues » aux États-Unis. Martin Scorsese a voulu donner la possibilité à quelques-uns des cinéastes les plus créatifs d'exprimer leur passion pour cette musique. En est sortie une collection de 7 films qui devaient permettre aux plus jeunes de découvrir le blues, d'en apprécier le génie, d'en saisir l'origine (la lutte contre l'esclavage) et d'en comprendre les liens avec la musique qu'ils écoutent. Les films sont d'abord diffusés entre septembre et octobre 2003 sur le réseau américain Public Broadcasting Service. Ils sortent ensuite au cinéma dans certains pays l'année suivante.
1. Du Mali au Mississippi (Feel Like Going Home) de Martin Scorsese
2. The Soul of a Man de Wim Wenders
3. La Route de Memphis (The Road to Memphis) de Richard Pearce
4. Devil's Fire (Warming by the Devil's Fire) de Charles Burnett
5. Godfathers and Sons de Marc Levin
6. Red, White and Blues de Mike Figgis
7. Piano Blues de Clint Eastwood

Il s'ensuivra une série d'albums musicaux de compilation, un habituel avec les musiques des documentaires (The best of the blues), mais aussi d'autres sur les bluesmen contemporains (Taj Mahal, Keb Mo ...)